# Parc national des gorges de la Barron
Pour les articles homonymes, voir Barron.
Le parc national des gorges de la Barron (anglais : Barron Gorge National Park) est un parc national situé au Queensland en Australie. Il est situé à 1404 km au nord-ouest de Brisbane.
En 1935, la plus grande partie des eaux de la Barron ont été déviées vers la première centrale électrique du Queensland, une centrale souterraine creusée dans la falaise à 200 mètres  en amont des chutes et équipée de deux turboalternateurs de 1 200 kW chacun. La sous station, les bâtiments et les logements ont été construits en dehors du parc et les deux sont reliées par un téléphérique.